# Ил-102
Ил-102 — советский экспериментальный штурмовик.

## История
Разрабатывался в КБ Ильюшина с 1970-х годов под руководством Г. В. Новожилова. Является глубокой переработкой Ил-40. Самолёт строился с мая 1980 года по январь 1982 года. Конструкторы отказались от концепции бронекорпуса, оставив бронирование лишь для пилота, стрелка, двигателей и частично системы  подачи топлива. 
Пушечное вооружение состояло из спаренной 23мм пушки ГШ23Л у стрелка и 30мм подвижной курсовой автопушки 9А-4071К с боезапасом на 500 снарядов. Боезапас задней турели расположили в передней части хвостовой секции фюзеляжа ближе к центру массы самолёта. Это около 3 м от орудия. Подача снарядов осуществлялась с помощью специального механизма электроподтяга ленты, которая подается в подвижную часть орудия через сквозную ось нижнего вертикального шарнира. 
Свой первый полёт совершил 25 сентября 1982 года. Испытания проводили заслуженные лётчики-испытатели С. Г. Близнюк (герой Советского Союза с 1990 г.) и В. С. Белоусов, выполнив в 1982—1984 годах около 250 полётов.

В 1984 году самолёт был передан на консервацию, однако в 1986 году тему попытались возродить, в результате к 29 декабря 1987 года (дата последнего полёта) общее количество полётов достигло 367, а налёт составил около 249 часов. Самолёт сконструирован по нормальной аэродинамической схеме. Хорошо прошёл лётные испытания, но в серию по ряду причин запущен не был. Самолёт экспонировался на выставке «Мосаэрошоу-92».

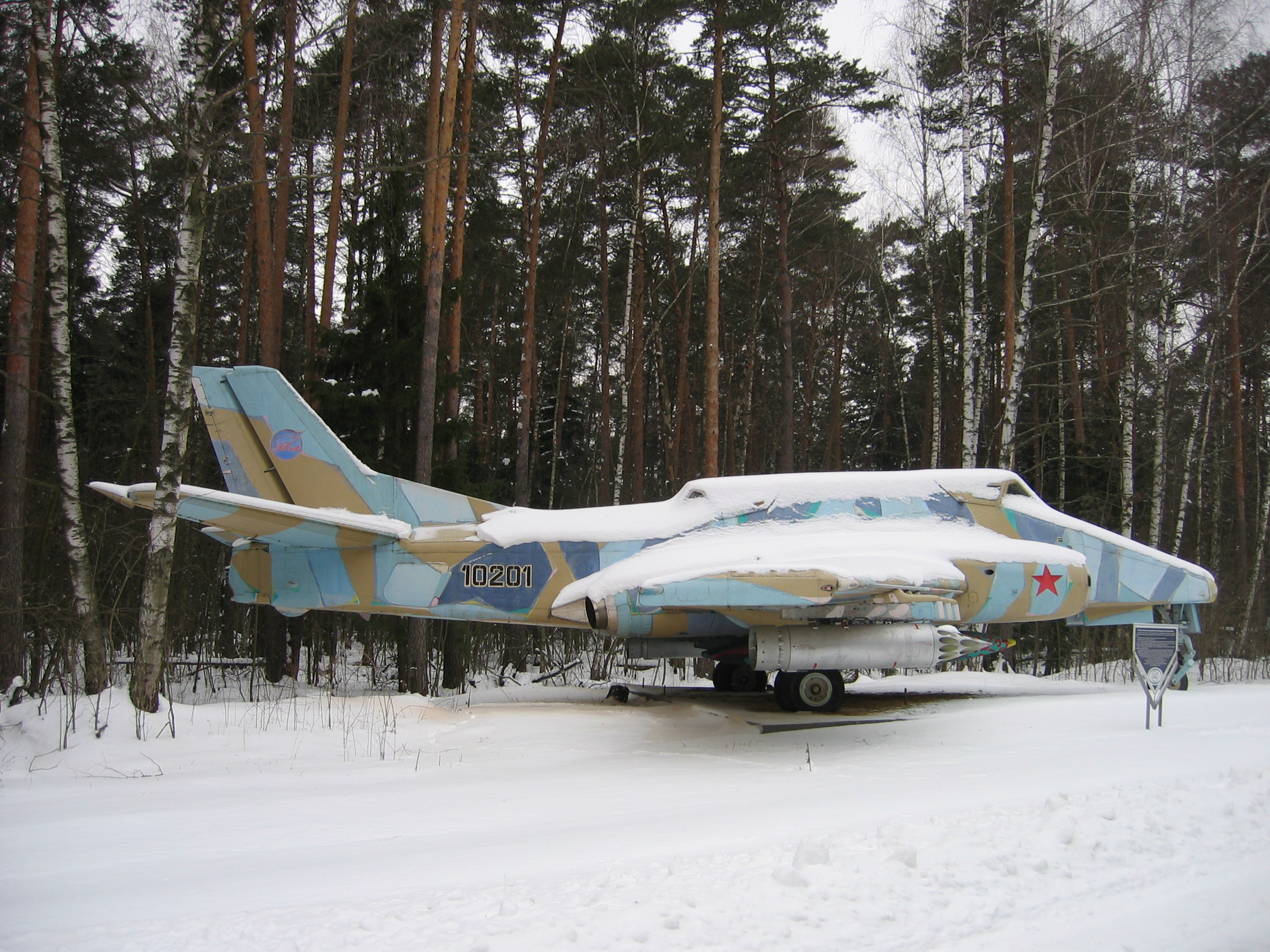
Ил-102 на аллее героев в ЛИИ им. М.М. Громова

 В 2005 году опытный образец самолёта № 10201, до этого находившийся на хранении в ЛИИ, был покрашен и установлен как памятник (55°34′41″ с. ш. 38°07′42″ в. д.) на аллее героев ЛИИ, где и находится в настоящий момент вместе с памятниками самолётам Су-17УМ3, МиГ-23УБ, Як-38У.

## Конструкция
- Фюзеляж - типа полумонокок. Гермокабины летчика и бортового стрелка размещены в центральной части фюзеляжа, между которыми размещены топливные баки. По бокам хвостовой части фюзеляжа установлены два аэродинамических тормоза. Фонари кабин летчика и стрелка образованы плоскими бронестеклами.
- Крыло - стреловидное, двухлонжеронное. В крыле размещаются грузоотсеки для бомбового вооружения. Крыло имеет закрылок, занимающий 2/3 размаха, и двухсекционные интерцепторы.
- Шасси - трехопорное. Основные опоры двухколесные, снабженные пневматиками низкого давления, что позволяет эксплуатировать штурмовик с грунтовых аэродромов. Передняя стойка убирается в фюзеляж поворотом назад. Основные стойки убираются в крыльевые гондолы поворотом вперед.
- Система спасения - катапультные кресла, обеспечивающие покидание самолета на нулевой скорости и высоте. Система спасения экипажа -  синхронное катапультирование, одностороннего действия: летчик катапультируясь сам, автоматически катапультирует стрелка.
- Двигатели - два ТРДД РД-33И (И-88) с нефорсированной тягой 2 х 5380 кгс конструкции ОКБ Изотова, являются бесфорсажным вариантом двигателя РД-33.[3]

## Тактико-технические характеристики
Источник данных: «Уголок неба»

Технические характеристики
- Экипаж: 2 (пилот и стрелок)
- Длина: 17,75 м
- Размах крыла: 16,9 м
- Высота: 5,08 м
- Площадь крыла: 63,5 м²
- Масса пустого: 13000 кг
- Масса снаряжённого: 14300 кг (расч.)
- Нормальная взлётная масса: 18000 кг
- Максимальная взлётная масса: 22000 кг
- Масса топлива во внутренних баках: 3700 кг
- Объём ПТБ: 1930 л
- Силовая установка: 2 × ТРДД РД-33И
- Тяга: 2 × 5320 кгс (52 кН)

Лётные характеристики
- Максимальная скорость: 950 км/ч
- Боевой радиус: 250—300 км
- Практическая дальность: 1000 км
  - на большой скорости: 750—800 км
- Перегоночная дальность: 3000 км
- Практический потолок: 10000 м
- Нагрузка на крыло: 283 кг/м²
- Тяговооружённость: 0,58

Вооружение
- Стрелково-пушечное:  
  - 1 × 30 мм пушка 9А-4071К (500 патронов) поворотная в вертикальной плоскости, сдвоенная
  - 1 × 23-мм пушка ГШ-23 (60 патронов, 2400-3200 выстр/мин) в подвижной кормовой установке
- Точки подвески: 16 (включая 6 отсеков в крыле для бомб до 250 кг)
- Боевая нагрузка: 7200 кг
- Управляемые ракеты:  
  - УР воздух-воздух: Р-60М, Р-73
  - УР воздух-земля: Х-23, Х-25, Х-29, Х-58
- Неуправляемые ракеты: всех калибров
- Бомбы: свободнопадающие и корректируемые, до 500 кг